# Erté (cráter)
Erté es un cráter de impacto de 48,5 km de diámetro del planeta Mercurio. Debe su nombre al pintor ruso nacionalizado francés Romain de Tritoff «Erté» (1892-1990), y su nombre fue aprobado por la  Unión Astronómica Internacional en 2013.